# Albrecht II. (Mecklenburg-Stargard)
Albrecht II., Herzog zu Mecklenburg-Stargard (* vor 1400; † zwischen 11. Februar 1421 und 4. Oktober 1423) war von  1417 bis 1421/23 Herzog zu Mecklenburg-Stargard, Herr zu Neubrandenburg, Stargard, Strelitz und Wesenberg (mit der Lize).

## Familie
Er war der älteste Sohn von Ulrich I. und dessen Gemahlin Margaretha, Tochter des Herzogs Swantibor I. (III.) von Pommern-Stettin.

## Leben
Albrecht II. wurde wahrscheinlich vor 1400 geboren und regierte erst nach dem Tod des Vaters erst unter Vormundschaft, dann gemeinsam mit seinem Bruder Henrich im Herzogtum Mecklenburg-Stargard. Urkundlich letztmals erwähnt wurde er am 11. Februar 1421. In einer Urkunde vom 4. Oktober 1423 wurde nur noch sein Bruder benannt. Albrecht war wahrscheinlich unverheiratet und hatte keine Kinder.

## Weblink
- Stammtafel des Hauses Mecklenburg

| Personendaten    | Personendaten                                 |
| ---------------- | --------------------------------------------- |
| NAME             | Albrecht II.                                  |
| ALTERNATIVNAMEN  | Albrecht II., Herzog zu Mecklenburg-Stargard  |
| KURZBESCHREIBUNG | Herzog zu Mecklenburg-Stargard                |
| GEBURTSDATUM     | vor 1400                                      |
| STERBEDATUM      | zwischen 11. Februar 1421 und 4. Oktober 1423 |